# 申论
申论，是中华人民共和国国家公务员进行资格考试的其中一个科目。
国家公务员考试包括：行政职业能力倾向测验（行政能力测试）、申论以及相关的专业知识。

## 名称来源
“申论”一词，在清人编撰的《四库全书御制读史记儒林传》中能找到“申而论之”的最初出处，原文为：“直以为文王后妃时所作盖本毛苌之义可谓具有卓识而未言三家之失扵传讹兹故申而论之”。该提法又见于《四库全书钦定日下旧闻考卷八十》：“恐后人之谬为比拟，是以申而论之。” 。其基本要求是针对一段材料，通常是社会事件、民事纠纷等，进行归纳整理，提炼概括，对材料、事件问题有所说明、申述，在此基础上发表中肯见解，提出方略进行论证。它要求准确把握住一定的客观事实或材料，作出必要的说明申述。